# Trận Crécy
Trận Crécy (còn được gọi là trận Cressy trong tiếng Anh) diễn ra vào ngày 26 tháng 8 năm 1346 ở một địa điểm gần Crécy thuộc miền bắc nước Pháp. Trận chiến diễn ra giữa quân Anh do vua Edward III chỉ huy và quân Pháp của vua Philip VI. Các cung thủ Anh đã thảm sát liên quân Pháp - Genova bằng cung dài của mình, trong khi các cỗ đại pháo Anh cũng quét tan cung thủ Genoa, mang lại thắng lợi cho Quân đội Anh. Với đại thắng này, quân Anh đã gây tổn thất nghiêm trọng cho quân Pháp. Đây được xem là một trong những trận chiến quan trọng nhất trong Chiến tranh Trăm Năm. Sự kết hợp giữa các vũ khí và chiến thuật mới đã khiến nhiều sử gia xem đây là sự bắt đầu cho sự chấm dứt của thời đại hiệp sĩ cổ điển. Tỷ dụ, người Anh trong trận này đã dùng đại bác và gây cho quân Pháp kinh khiếp.
Là một trong những thắng lợi rực rỡ ban đầu của quân Anh trong cuộc Chiến tranh Trăm Năm và cũng được xem là chiến công vẻ vang nhất của Edward III, thắng lợi quyết định này đã góp phần to lớn đến việc Calais rơi vào tay ông cùng với chiến thắng toàn diện của ông trong chiến dịch phạt Pháp lần đầu tiên đưa nước Anh nghiêng về thế thắng trong buổi đầu cuộc Chiến tranh Trăm Năm. Ông đã làm nên một trận thắng được coi là lớn nhất trong giai đoạn 1345 - 1347 vô cùng huy hoàng của quân sử nước Anh. Là một chiến tích đi vào huyền thoại, đại thắng tại Crécy - một trong những đại thảm họa của Pháp trong mối thù dai dẳng với Anh Quốc - đã góp phần lớn đến niềm tự hào dân tộc Anh Quốc. Đương khi ấy, chiến công lớn này đã chứng tỏ sức mạnh quân sự của Anh Quốc qua việc hạ gục nước có tầng lớp Hiệp sĩ quý tộc hùng mạnh nhất châu Âu là Pháp, và sai lầm nghiêm trọng của Bộ Chỉ huy quân Pháp là một nguyên nhân cho đại thảm họa này. Toàn thắng ở Crécy cũng là lần đầu tiên mà sức mạnh của các cung thủ nước Anh được chứng tỏ ở châu Âu lục địa, với uy lực khủng khiếp tiêu diệt tuyệt đại bộ phận quý tộc phong kiến Pháp.
Sau đại thắng này, Edward III đã vinh danh con ông là "Hoàng tử Đen" Edward. Đây là chiến tích đầu tiên của vị hoàng tử tài giỏi này. Thanh thế của Edward III cũng gia tăng đáng kể với thắng lợi này, và đại thắng lừng vang ấy đã khiến cho ông trên đà vinh quang mà trở thành một vị anh hùng dân tộc của nước Anh. Thắng lợi quyết định của hai ông trong trận này cũng ngăn ngừa cuộc xâm lược của quân Pháp vào xứ Gascogne, và cùng với thắng lợi ở trận Poitiers (1356) mang lại đỉnh cao vinh quang cho nước Anh trong cuộc Chiến tranh Trăm Năm (dù trận Crécy vẫn được coi là võ công hiển hách nhất của nước Anh triều Edward III).

## Bối cảnh
Vua Pháp là Charles IV qua đời vào năm 1328 và không có con trai nối dõi. Đến đây triều đại nhà Capet kết thúc, đẩy nước Pháp vào một cuộc khủng hoảng thừa kế. Em gái của Charles IV, Isabelle, là vợ của vua nước Anh là Edward II và sinh ra vua Edward III nước Anh. Edward III là vua Anh và đồng thời, theo luật thừa kế, là người nam giới có họ hàng gần nhất với vua Charles IV của Pháp vừa băng hà (cháu trai gọi bằng cậu), thế nên cũng được xem là người thừa kế hợp pháp của ngai vàng nước Pháp.
Tất nhiên là giới quý tộc Pháp khó lòng chấp nhận một vị vua từ nước ngoài tới. Họ viện dẫn luật Salic và khẳng định rằng do ngai vàng không thể do một phụ nữ thừa kế nên con cái của người phụ nữ đó cũng không được thừa kế ngai vàng. Vậy là người Pháp quyết định trao ngai vàng cho người nam giới lớn tuổi nhất thuộc dòng họ nhà Capet lúc bấy giờ là Philip xứ Valois. Ông lên ngôi trở thành Philip VI của Pháp và là vị vua đầu tiên của vương triều Valois. Năm 1337, Philip VI tuyên bố các điền địa ở xứ Gascogny (lúc bấy giờ do Anh kiểm soát) đúng ra phải thuộc về nước Pháp. Edward III đáp trả bằng tuyên bố rằng ông mới là người thừa kế hợp pháp của ngai vàng nước Pháp. Chiến tranh Trăm Năm giữa Anh và Pháp bắt đầu từ năm đó.
Trận Sluys vào năm 1340 được xem là trận đánh lớn đầu tiên của hai bên. Sau trận chiến đó, Edward nỗ lực xâm nhập Pháp qua vùng Flanders, nhưng không thành công do khó khăn tài chính và sự thiếu ổn định của các đồng minh. Sáu năm sau đó, Edward vạch ra một tuyến đường khác, và thực hiện một cuộc hành quân cướp phá lớn dọc vùng Normandy, giành thắng lợi ở Caen vào ngày 26 tháng 7 năm 1346 và trận Blanchetaque vào ngày 24 tháng 8. Edward sau đó hành quân về phía bắc, trong lúc Philip VI của Pháp đem đại quân đuổi theo ông. Một kế hoạch của người Pháp để đánh bẫy quân Anh giữa sông Seine và sông Somme đã thất bại trong gang tấc. Edward dẫn quân tới Crécy và chuẩn bị cho một trong những trận đánh lớn nhất trong cuộc chiến.

## Chiến trường
Edward đã chọn một vị trí phía bắc của thung lũng nông gần sông Maye. Đó là rìa bên cạnh của một đồng bằng nhấp nhô, với làng Estrées ở phía đông và Wadicourt ở phía bắc-đông, các thôn làng này có thể được bao quanh bởi các vườn cây ăn trái. Khoảng sống núi thấp giữa Wadicourt và Crécy dài khoảng hơn hai cây số với một chiếc cối xay gió hướng ra chính Crécy. Đằng sau đó chính là Crécy-Grand Wood, nó sẽ che chở cho một phần hậu quân và sườn bên phải của quân Anh. Thung lũng Vallee des Clercs chỉ là một vị trí sâu hơn một chỗ trũng trong các vùng đất cao tại đó vốn chạy từ Wadicourt đến Maye. Nó dài khoảng 2 km và tại điểm thấp nhất của nó cũng không thấp hơn 35 mét so với vùng cao nguyên xung quanh. Một số học giả Pháp cho rằng có ba tầng đất canh tác theo kiểu bậc thang cổ xưa hoặc thời trung cổ ở phía trước của cánh quân trung tâm của người Anh, mặc dù điều này không được đề cập trong các bản tài liệu gốc. Có một điểm u bò theo hướng phía dưới cái dốc, nhưng nó không gây trở ngại cho một cuộc tấn công của kỵ binh và thậm chí còn ít cản trở hơn nữa cho bộ binh. Nếu có một hàng rào tự nhiên như vậy thì nó có thể nằm ở phần đầu của sống núi.
Vua Edward đã phác họa đội hình chiến đấu của mình với một tốc độ rất nhàn nhã trong buổi sáng ngày 26 tháng 8. Người của ông đã được chia thành ba đạo quân trong khi họ hành quân. Đội tiên phong trên danh nghĩa thuộc quyền chỉ huy của vị hoàng tử trẻ xứ Wales, mặc dù ông có giám quân là Godfrey de Harcourt, đóng quân ở gần Crécy và theo dự kiến sẽ là nơi hứng những đợt tấn công của quân Pháp, đạo quân Trung tâm hay là đạo quân nằm dưới sự chỉ huy của nhà vua hành quân vượt qua họ và đóng quân ở vị trí sống núi giữa Crécy và Wadicourt. Đạo hậu quân nằm dưới sự chỉ huy của các Bá tước Northampton và Arundel tiếp tục di chuyển xa hơn nữa và chiếm vị trí giữa đạo quân của nhà vua và Wadicourt. Khi nhìn thấy phía trước của làng Crécy quân Anh tiếp tục thành lập một đạo quân tiên phong, một đạo quân trung tâm và một đạo hậu quân, Nhưng tất cả các nhà bình luận đều cho rằng Edward đã biết rằng quân Pháp sẽ tấn công từ Vallee des Clercs. Ngựa được buộc bên trong một pháo đài dã chiến được lập nên bởi các toa xe phía sau cánh phải và một loạt các hố bẫy được đào rải rác để phá vỡ các đợt tấn công của kỵ binh đối phương. Cánh quân bên phải thuộc quyền của Hoàng tử Đen xứ Wales có vẻ như đóng ở đoạn lưng chừng dốc.

## Bố trí đội hình
Edward III bố trí quân đội trên một địa hình với những chướng ngại vật tự nhiên ở hai bên cánh để có lợi cho việc phòng thủ. Cánh trái của ông được neo chặt vào một con suối, trong khi cánh phải dựa lưng vào rừng Crécy. Ông cũng hạ lệnh cho kỵ binh phải xuống ngựa để chiến đấu. Làm như vậy sẽ giúp ngăn ngừa việc các kỵ binh quá hăng hái mà lao lên phía trước làm rối loạn hàng ngũ, và cũng đảm bảo sự bảo vệ cho các cung thủ trong trường hợp quân Pháp tiếp cận được quân Anh. Con trai của Edward III là Edward Hoàng tử đen, lúc đó mới 16 tuổi, được giao chỉ huy cánh phải của quân Anh. Bản thân Edward III thì ở tại một cối xay gió trên một ngọn đồi để bao quát tình hình.
Quân Pháp tuy có số lượng đông hơn nhưng lại không có kỷ luật và sự hợp tác giữa các lực lượng. Nhiều quý tộc Pháp xem mình như là đồng minh của nhà vua chứ không phải thuộc hạ, do đó không tuân thủ triệt để theo các mệnh lệnh của ông. Khi lực lượng trinh sát của quân Pháp tường trình về cách bố trí của quân Anh, họ đã đề nghị Philip VI cho quân nghỉ ngơi một đêm rồi tấn công vào sáng sớm. Thế nhưng các quý tộc đã phản đối điều này và buộc nhà vua phải tấn công ngay lập tức để họ có thể lập chiến công. Philip VI bố trí lực lượng lính bắn nỏ chuyên nghiệp từ Genoa ở hàng đầu, phía sau lưng họ là lực lượng kỵ binh hùng hậu nhưng sắp xếp vô tổ chức. Sai lầm lớn nữa của người Pháp là đã bỏ lại đằng sau lực lượng bộ binh và những tấm khiên chắn, phương tiện duy nhất có thể giúp các lính bắn nỏ phòng thủ. Sử gia Jean Froissart cũng miêu tả lại việc hành quân lộn xộn của quân Pháp, và việc quân đánh thuê Genoa bảo rằng họ mệt mỏi sau cuộc hành quân và muốn nghỉ ngơi, nhưng không được chấp thuận.

## Diễn biến trận đánh

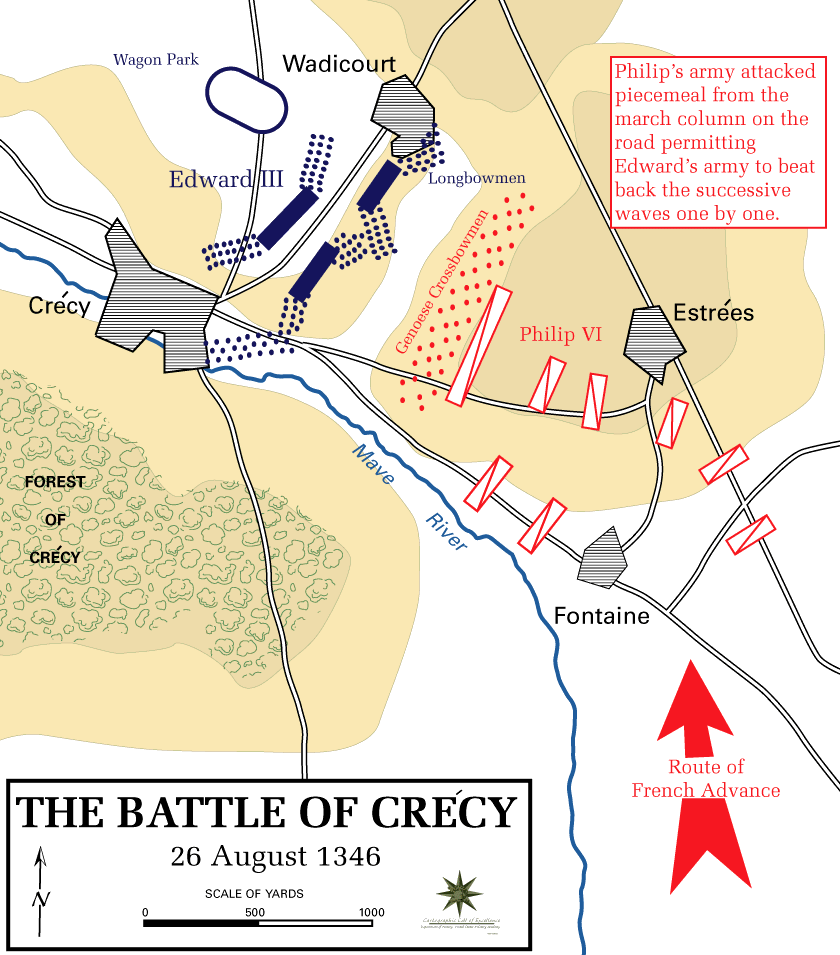
Bản đồ miêu tả trận Crécy

Đòn tấn công đầu tiên của quân Pháp là từ lính bắn nỏ, những người đã bắn rất nhiều tên vào quân Anh để phá vỡ đội hình và đe dọa họ. Thế nhưng các lính bắn nỏ này đã tỏ ra hoàn toàn không hiệu quả; với tốc độ bắn chỉ 1-2 phát mỗi phút, họ không thể sánh được với các lính bắn cung dài với tốc độ lên đến 5-6 phát trong khoảng thời gian tương tự. Ngoài ra thì các cung thủ Anh cũng có tầm bắn xa hơn do cấu tạo cung của mình và việc chiếm lĩnh vị trí trên cao. Một thuận lợi nữa cho người Anh là trước khi diễn ra trận đánh, đã có một trận mưa to làm hư hại một phần những cây nỏ của lính Genoa, trong khi các lính bắn cung dài người Anh đã tháo dây cung của mình trong suốt cơn mưa. Froissart thì thuật lại rằng họ đã không lấy cung ra khỏi bao cho tới khi đợt tên đầu tên của quân Genoa bắn trật mục tiêu. Các lính bắn nỏ cũng thiếu khiên chắn để bảo vệ cho mình trong suốt quá trình lắp tên kéo dài mà chỉ nấp trong những cỗ xe chở hàng. Khi cung thủ Anh bắt đầu bắn, lính bắn nỏ Genoa ngã gục hàng loạt và không thể tiếp cận được vị trí mà nỏ của họ có thể phát huy tác dụng. Chỉ huy của họ là Doria cũng tử trận và các lính nỏ bắt đầu rút lui trong hoảng sợ và rối loạn. Một số kỵ sĩ và quý tộc đã cho rằng đó là hành động hèn nhát và hạ sát họ khi họ đang trở về hàng ngũ.
Các kỵ binh Pháp cưỡi ngựa xuyên qua các lính đánh thuê đang rút lui để lao lên một cách vô tổ chức. Lúc này thì một số lính đánh thuê đã cắt dây nỏ của mình, có lẽ là để chuẩn bị đầu hàng. Các cung thủ Anh tiếp tục bắn vào các kỵ binh từ xa, và đã có rất nhiều người Pháp ngã gục rồi bị binh lính từ xứ Wales và Ireland cắt cổ. Một số kỵ sĩ Pháp hiếm hoi tiếp cận được với quân Anh thì cũng không tiêu diệt được lực lượng cung thủ Anh, do sự ngăn trở của quân bộ binh Anh.
Froissart viết là súng đại bác của Anh có lẽ đã bắn 2, 3 phát vào quân Genoa, có lẽ là từng phát bắn riêng rẽ của 2 hoặc 3 khẩu súng, bởi vì mất khá nhiều thời gian trong mỗi lần nạp đạn lại cho kiểu pháo sơ khai này. Sử gia Giovanni Villani đồng ý về khả năng tàn phá lớn của chúng, nhưng ông cho rằng quân Anh còn bắn vài phát đại bác vào cả kỵ binh Pháp nữa.
Kỵ binh Pháp tiếp tục cố gắng thực hiện những đợt xung phong của mình. Thế nhưng sườn dốc và các vật cản nhân tạo đã cản trở họ. Cùng lúc đó thì cung thủ Anh tiếp tục bắn rất nhiều tên vào các kỵ sĩ. Mỗi lần quân Pháp xông lên là lại có thêm nhiều người ngã gục và liên tục bị chặn lại. Một chiến binh lão luyện là vua Johann I của Bohemia cũng nằm trong số những người tử trận. Ngay cả khi đã thực hiện tới 16 đợt tấn công, quân Pháp cũng không làm lay chuyển được đội hình của quân Anh, và họ phải hứng chịu những con số thương vong nặng nề. Khi Edward Hoàng tử đen gặp khó khăn, vua cha Edward III đã từ chối đưa quân tăng viện và bảo rằng hãy để Hoàng tử giành lấy vinh quang cho mình. Sau đó hoàng tử Edward đã chứng tỏ mình là một chiến sĩ cừ khôi bằng cách tự mình trụ vững.
Vua Philip của Pháp cũng bị thương và khi đêm xuống, ông hạ lệnh rút lui. Đây là một thất bại nặng nề và đáng xấu hổ cho người Pháp và là một chiến thắng vang dội của quân Anh.

## Kết cục trận đánh

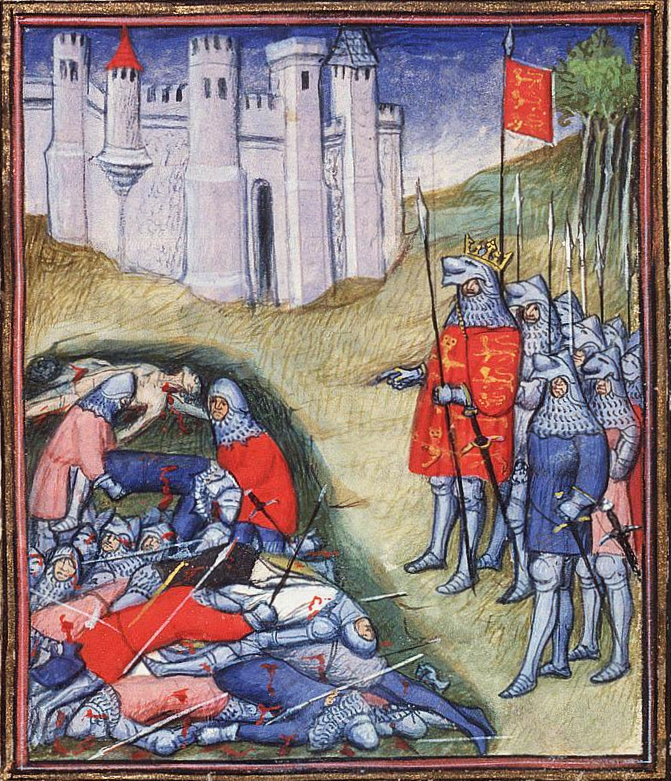
Edward III đang đếm số quân chết trên chiến trường

Sau khi Philip rút lui, sáng hôm sau đó, Edward hạ lệnh rời vị trí tiến ra chiến trường (có một số lính Anh đã lén ra trong đêm để cướp trước một số đồ có giá trị). Hậu quân Pháp giờ mới tới nơi nhưng cũng mau chóng bỏ chạy. Quân Anh xem xét những người Pháp bị thương để xem ai đáng tiền chuộc cao. Những hiệp sĩ Pháp bị thương quá nặng thì bị hạ sát luôn tại chỗ với những lưỡi dao đâm vào tim hoặc xuyên qua đầu, để không phải chịu cảnh đau đớn kéo dài. Đây được xem là hành động đi ngược lại các truyền thống hiệp sĩ, vì các hiệp sĩ bị nông dân giết chết và chết bởi những mũi tên không rõ người bắn thay vì là đối mặt chiến đấu trực tiếp.
Edward Hoàng tử đen, người đã có được sự tôn trọng và vinh quang bởi những chiến công của mình, ở lại bãi chiến trường để bày tỏ lòng cảm phục với một địch thủ. Đó là vua Johann I của Bohemia, một người gần như mù nhưng đã chiến đấu rất dũng cảm trước khi tử trận. Hoàng tử lấy chiếc khiên của John làm khiên của mình, và giờ đây nó là một biểu tượng được biết đến trên khắp nước Anh và xứ Wales. Ông được vua cha Edward III khen thưởng, và đại thắng Crécy đã trở nên chiến tích đầu tiên của ông.
Trong trận chiến, Pháp đã mất đi nhiều nhà quý tộc của mình và một số lượng lớn binh sĩ. Các số liệu ghi nhận có khoảng 1.500 hiệp sĩ Pháp đã tử trận cùng 10.000 binh sĩ, trong khi quân Anh chỉ mất có vài trăm người, và một số lớn trong đó là các binh sĩ bỏ hàng ngũ ra hôi của sau khi đại quân Pháp đã rút. Những tổn thất nặng nề của người Pháp đã giúp Edward có thể tiến quân mà không gặp phải sự ngăn trở đáng kể nào. Sau trận chiến, Edward vây khốn Calais trong 11 tháng mới đánh chiếm được, và sau đó thành phố cảng này đã nằm dưới sự thống trị của người Anh trong suốt hai thế kỷ (ngay cả sau khi Chiến tranh Trăm Năm đã kết thúc thì mãi tới năm 1557, Pháp mới chinh phục lại được Calais). Ông đã giành được toàn thắng trong chiến dịch phạt Pháp lần thứ nhất của ông, và đưa nước Anh nghiêng về thế thắng trong buổi đầu cuộc Chiến tranh Trăm Năm. Đại thắng lừng vang ở Crécy đã khiến cho ông trên đà vinh quang mà trở thành một vị anh hùng dân tộc của nước Anh.
Cùng thời điểm với thắng lợi vinh quang của nhà vua, quân Anh do Tổng giám mục xứ York chỉ huy đã đập tan cuộc xâm lăng của người Scotland vào năm 1346. Quân Anh cũng thắng nhiều trận lớn ở miền Nam nước Pháp và vùng Bretagne, khiến cho giai đoạn 1345 - 1347 được coi là một thời kỳ huy hoàng nhất trong quân sử Anh Quốc, mà trong đó chiến công của nhà vua tại Crécy là lớn hơn cả. Năm 1356, người Anh một lần nữa đánh bại Pháp tại trận Poitiers với kiểu đánh tương tự. Lần này chỉ huy của quân Anh chính là hoàng tử Edward. Vua Pháp lúc đó là Jean II đã bị bắt sống trong trận này. Hai đại thắng ở Crécy và Poitiers qua đó đã ghi dấu đỉnh cao thắng lợi của Anh Quốc trong cuộc Chiến tranh Trăm Năm.

## Đánh giá
Được xem là chiến công hiển hách nhất của vua Edward III nói riêng và cả nước Anh dưới triều ông nói chung và cũng là một trong những thắng lợi lớn đầu tiên của Quân đội Anh trong cuộc chiến, trận Crécy là một trận chiến mà quân Anh với binh lực nhỏ bé (khoảng 9.000 tới 15.000) đã đại thắng quân Pháp đông hơn nhiều (khoảng 35.000 tới 100.000), lại còn gây tổn hại nghiêm trọng cho bại binh Pháp. Vốn dĩ đã đi sâu vào huyền thoại, chiến thắng là kết quả của sự vượt trội về vũ khí và chiến thuật của người Anh, và cũng chứng tỏ tầm quan trọng của khái niệm về hỏa lực (những vũ khí tầm xa). Sự hiệu quả của cung tên Anh khi dùng với số lượng lớn để chống lại các kỵ sĩ có giáp trụ (cung dài của Anh đã thảm sát quân Pháp và quân Ý một cách không thương tiếc) đã đi ngược lại các suy nghĩ thông thường ở thời điểm đó rằng cung thủ không hiệu quả và dễ bị những lực lượng có áo giáp giết chết khi tiếp cận. (một sách kể rằng quân Anh có 5.500 cung thủ và họ đã bắn 30 lần, mỗi lần ra 5.500 mũi tên) Sau trận chiến này thì cách thức tiến hành chiến tranh ở châu Âu đã có nhiều thay đổi để phù hợp hơn với thời cuộc.

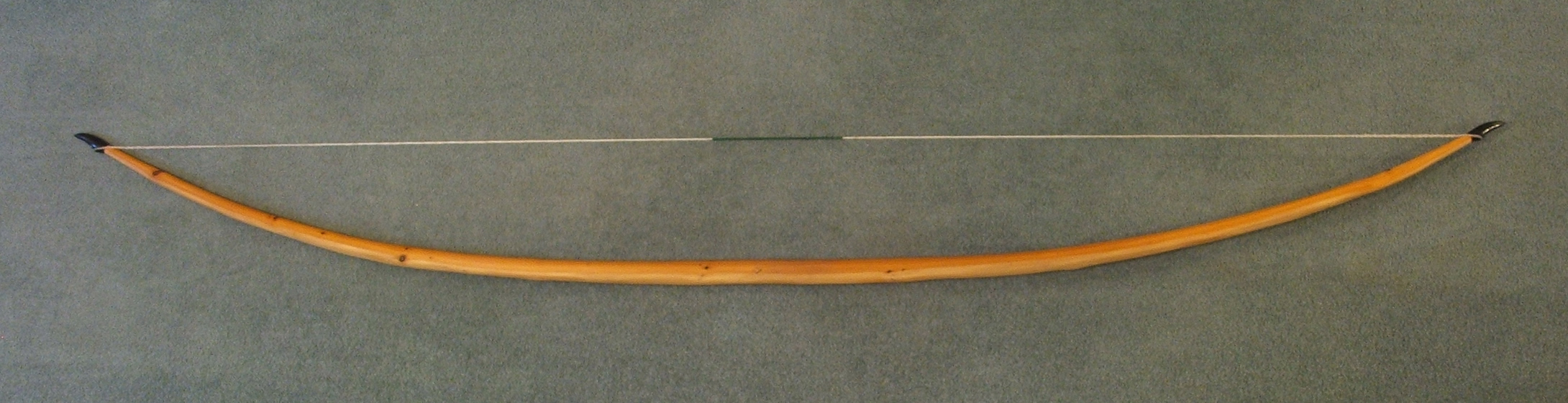
Cung tên dài của Anh

Áo giáp của hiệp sĩ ở thời điểm đó chưa phát triển tới mức mà tên không thể xuyên thủng, và các con ngựa thì không được bảo vệ gì. Nhiều loạt tên đã giết hoặc loại bỏ ngựa của các kỵ sĩ và buộc họ phải đi bộ dưới làn mưa tên. Một điều nữa là việc các lính nỏ Genoa đã không thể bắn tới quân Anh do dây cung bị ướt và tính toán sai cự ly. Quân Anh chiếm giữ vị trí cao đã dễ dàng hạ quân Genoa. Khi quân Genoa rút lui thì các hiệp sĩ Pháp đã giết chết họ và qua đó cũng tự làm rối loạn đội hình của mình trong đợt tấn công đầu tiên.
Với đại thắng, nước Anh đã cho châu Âu lục địa phải nếm trải sức mạnh của các cung thủ Anh lần đầu tiên, với tuyệt đại bộ phận quý tộc phong kiến Pháp đã bị họ tiêu diệt. Nhiều sử gia nhìn nhận trận Crécy đánh dấu sự chấm dứt của thời đại hiệp sĩ cổ điển, mặc dù trận Golden Spurs cũng có thể được xem như vậy. Nhiều tù nhân và người bị thương đã bị giết chết, điều đó đi ngược lại các truyền thống hiệp sĩ, và các hiệp sĩ trên lưng ngựa đã không còn "bất bại" trước bộ binh. Trận Crécy cũng có thể được xem là trận đánh đầu tiên mà súng đại bác được thật sự sử dụng trên chiến trường châu Âu, mặc dù trước đó nó đã từng được sử dụng lẻ tẻ. Dù các Hiệp sĩ và cung thủ giễu cợt, súng lớn của quân Anh đã khiến cho quân Pháp phải kinh sợ. Sau đại thắng này, nhà vua Edward III sẽ còn điều súng lớn đi vây đánh thành Calais.
Ngoài ra, với toàn thắng này, lần đầu tiên nước Anh đã chứng tỏ sức mạnh quân sự của mình trong đêm trường Trung Cổ, đánh gục được cả Pháp là nước có tầng lớp Hiệp sĩ quý tộc vững mạnh nhất ở châu Âu khi ấy. Một nguyên nhân gây nên đại thảm họa này chính là sai lầm nghiêm trọng của Bộ Chỉ huy quân Pháp. Với tính chất quyết định, chiến thắng của Edward III cũng giúp ông giành được những sự ủng hộ về mặt chính trị, nhất là trong hoàn cảnh đang có những sự bất bình trong triều đình về những chiến dịch ở ngoài nước Anh của ông. Thanh thế của ông đã gia tăng đáng kể sau thắng lợi to lớn này. Quân Anh thương vong không bao nhiêu, nhưng phía quân Pháp thì có tới nhiều ngàn người tử trận, bao gồm bá tước các vùng Flanders, Alençon, và Blois, Công tước Rudolph xứ Lorraine, và vua Johann I của Bohemia. Con trai của vua John là Hoàng đế tương lai Charles IV của Đế chế La Mã Thần thánh cũng bị thương trong trận này. Thắng lợi quyết định ấy cũng ngăn ngừa một cuộc xâm lược của quân Pháp vào xứ Gascogne. Và, chiến công này đã đi vào lịch sử như một trong những trận thắng làm nên niềm tự hào dân tộc Anh Quốc, cũng như một trong những đại thảm họa của Pháp trong mối thù dai dẳng với Anh Quốc. Sau này, nhà chính trị - nhà văn Anh là Winston Churchill đã ca ngợi trận Crécy, cùng với trận Höchstädt lần thứ hai, trận Waterloo và Mùa Hè năm 1918 trong cuộc Chiến tranh thế giới thứ nhất là "bốn chiến tích siêu việt".

## Các tác phẩm hư cấu
Một số tác phẩm có miêu tả về trận Crécy bao gồm tiểu thuyết World Without End của Ken Follett (mô tả trận chiến từ góc nhìn của một lính Anh và một người trung lập), bộ truyện tranh Crécy của Warren Ellis hay tác phẩm The Archer's Tale của Bernard Cornwell, cùng một số tác phẩm khác.